# Gillöga

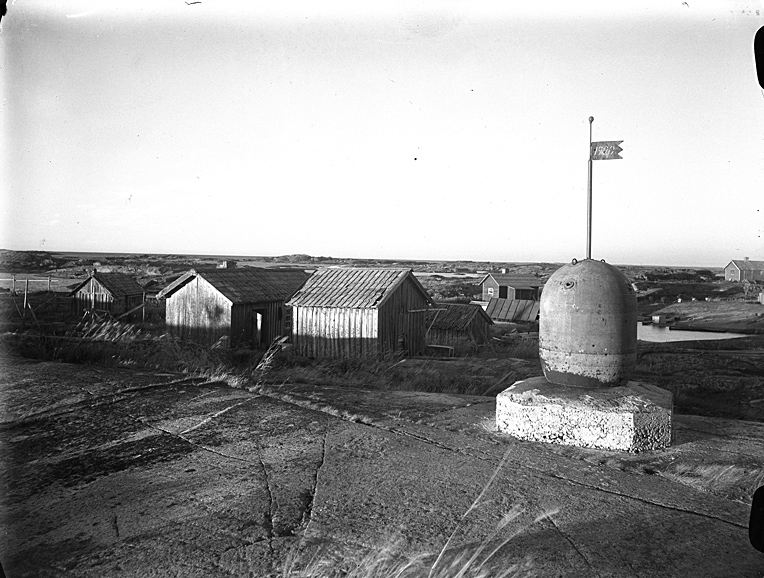
Gillöga

Gillöga är en skärgård i Stockholms ytterskärgård belägen mellan Stora Nassa och Svenska Högarna vid Gillögafjärden. Ögruppen består av ett stort antal låga skär (medelhöjden är mindre än 4 meter).
Till största delen saknas tät vegetation, endast enstaka rönnar och björkar höjer sig över landskapet. Krypande undervegetation av ljung, odon och en. Ett undantag är Gräsharan som har en klyfta med tät vegetation av asp, sälg och rönn.
Den enda bebyggelsen utgörs av ett antal små bodar vid sundet mellan Västerskär och Österskär som är Gillögas största öar. Andra öar är Gillöga-Storskär, Lillskär, Jönsen och Gräsharan. Vattnen är grunda och svårnavigerade, i synnerhet på den södra sidan där vattendjupet sällan är större än 2 meter. Sundet mellan Västerskär och Österskär är nästan helt uppgrundat, endast en mycket smal ränna återstår.
Vadarfågel som Strandpipare, Rödbena, Grönbena och Gluttsnäppa trivas. I hällkaren på Österskär lever grodor och vattensalamandrar. Med undantag av enstaka besök av räv är sork det enda däggdjuret på Gillöga.
Gillöga är omskrivet, bland andra av Roland Svensson och Sven Barthel. Skärgårdens fiskehistoria sträcker sig långt tillbaka i tiden till kronohamnsfisket på medeltiden.